# Рождество (Ельнинский район)
Рождество́ — деревня в Смоленской области России, в Ельнинском районе. Население — 33 жителя ( 2007) . Расположена в юго-восточной части области в 13 км к северу от города Ельня, в 2 км западнее автодороги Р137 Сафоново — Рославль. Входит в состав Рождественского сельского поселения.

## Экономика
Близ деревни найдено месторождение известкового туфа .

## Достопримечательности
- Братская могила воинов Советской Армии, погибших в 1941 - 1943 гг. в боях с немецко-фашистскими войсками [3].